# روبن مندوزا
روبن مندوزا (بالإنجليزية: Ruben Mendoza)‏ (2 يونيو 1931 في الولايات المتحدة - 11 أبريل 2010 في الولايات المتحدة) هو مدرب كرة قدم ولاعب كرة قدم أمريكي في مركز الهجوم، شارك في الألعاب الأولمبية الصيفية 1956 والألعاب الأولمبية الصيفية 1952. وشارك مع منتخب الولايات المتحدة لكرة القدم. أما مع النوادي، فقد لعب مع St. Louis Kutis S.C. ‏ وZenthoefer Furs ‏.

## وصلات خارجية
- روبن مندوزا على موقع ناشيونال فوتبول تيمز (الإنجليزية)
- روبن مندوزا على موقع اللجنة الأولمبية الدولية (الإنجليزية)
- روبن مندوزا على موقع أوليمبيديا (الإنجليزية)